# ビーネンシュティヒ

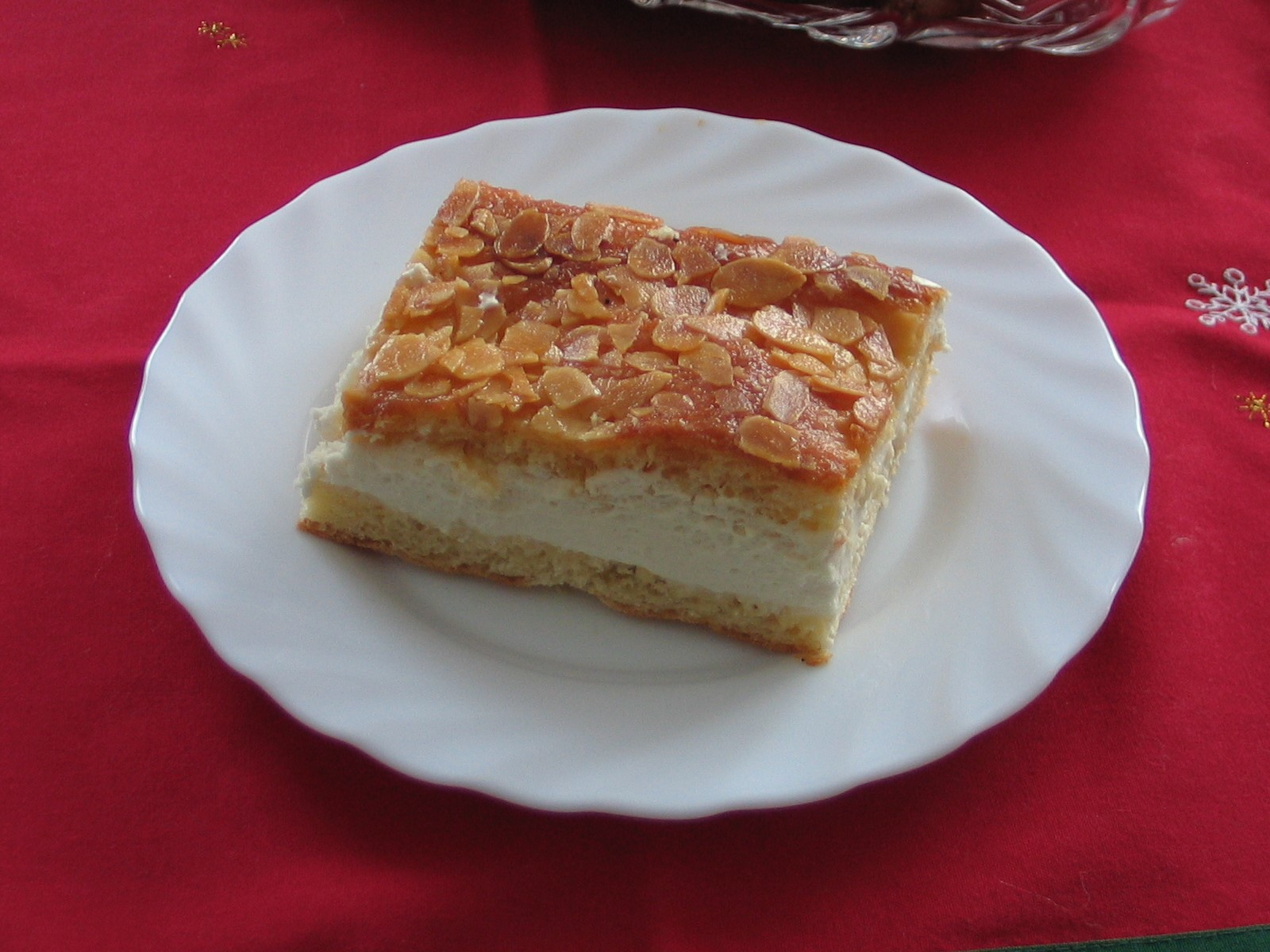
ビーネンシュティヒ

ビーネンシュティヒ（ドイツ語: Bienenstich）は、ドイツのデザートであり、その名前はドイツ語で「ハチの一刺し」を意味する。キャラメリゼされたアーモンドがトッピングされた甘いイースト生地を焼き上げた菓子で、バニラカスタード、バタークリーム、生クリームがフィリングに使われている。
名前の由来は諸説あり、ハチや蜂蜜にまつわるエピソードが存在する。菓子を発明したパン職人がケーキに惹きつけられたハチに刺された伝承、1474年にライン川沿岸のアンダーナッハで2人のパン職人見習いの功績を称えて考案された伝承が知られている。後者の伝承によれば、2人のパン職人見習いが市壁のミツバチの巣から蜂蜜をとって食べていた時、アンダーナッハを攻撃しようとする対岸のリンツの住民を見つけ、ハチの巣を投げて撃退したという。